# Перегрупування Бекмана
Перегрупува́ння Бе́кмана — перегрупування оксимів в аміди кислот під дією кислотних дегідратуючих агентів (PCl5, H2SO4, олеуму, суміші Бекмана — суміш CH3COOH з (CH3CO)2O насиченим HCl).

## Відкриття
Реакція була відкрита у 1886 р. Е. О. Бекманом.

## Види перегрупування
Розрізняють два види перегрупування Бекмана: перегрупування оксимів альдегідів або кетонів в аміди кислот (перегрупування Бекмана 1-го роду) і перегрупування, яке супроводиться розривом зв'язку С–С з утворенням нітрилу (перегрупування Бекмана 2-го роду). Будова продукту реакції залежить від застосованого реагента.

## Використання
Перегрупуванням Бекмана часто користуються для визначення будови кетонів, бо утворенні продукти реакції легко ідентифікувати після гідролізу. Перегрупуванням Бекмана застосовується для виробництва із оксиму циклогексанону (який одержується взаємодією циклогексанона та гідроксиламіна) капролактаму, який використовують для виготовлення синтетичного поліамідного волокна капрон: